# Dansfiguur
Een dansfiguur is een serie van danspassen en/of bewegingen op muziek die gezamenlijk de choreografie van een dans vormen. Een bepaald dansfiguur kan de passen en bewegingen voor een enkele individu voorschrijven, kan bedoeld zijn om met een partner gedanst te worden of kan met meerdere mensen in formatie gedanst worden. Een danspas is een enkele losse pas of beweging van een dans, maar soms wordt een heel dansfiguur ook een danspas genoemd.
Een dansfiguur is een geïsoleerd deel van een dans dat zo veel mogelijk onafhankelijk is van wat voor en na het dansfiguur gedanst wordt. Op deze manier kunnen beginnende dansers makkelijk en snel een dans leren door een aantal dansfiguren achter elkaar aan te dansen en kan de volgorde van de dansfiguren makkelijk veranderd worden. Veel dansfiguren zijn bekend geworden en zijn benoemd en daardoor min of meer officieus gestandaardiseerd. Desondanks verschillen de dansfigurer vaak nog wel tussen verschillende dansscholen, alsmede verschilt de aandacht op de techniek.
Bij de meeste dansen vormen sequenties van danspassen samen een programma. 

## Ballroomstijldansfiguren

### Engelse wals
- Basis (wisselpas)
- Spinturn
- Reverse turn (Linkse draai)
- Natural turn (Rechtse draai)
- Whisk
- Chassée
- Progressive chassée to the right
- Open/Closed Impetus turn
- Natural weave
- Wing
- Outside change
- Hesitation change
- Reverse corté
- Same foot lunge
- Backward lockstep
- Telemarker
- Turning lockstep
- Open telemarker
- Closed telemarker

### Ballroomtango
- Rockturn (ook wel basis)
- Whisk
- Open promenade
- Gesloten promenade
- Promenade link
- Five step
- Spinturn
- Twistturn
- Hoefijzer
- Swivel
- Lijn
- Linkse draai (Reverse Turn)
- Foot change
- Back lock
- Spanish Crosses
- Kicks
- (Quick) Points

### Quickstep
- Basis
- Spinturn
- Lockstep
- Linker draai (snelle variant)
- Linker draai (langzame variant)
- Lijn
- V6
- Impetus draai
- Running finish
- Tipple chassé
- Zig-zag
- Four quick run
- Pepper pot
- Woodpeckers
- Pendel
- Six quick run
- Squatter chassé
- Trow away oversway
- Pivots

### Slowfox
- 3 step
- Feather
- Natural turn
- Open impetus
- Open telemark
- Same foot lunge
- Weave
- Wave
- Whisk

### Weense wals
- Wisselpas
- Linker draai
- Rechter draai
- Fleckerl ("Vlekkeren")
- Pivots

## Latijns-Amerikaansestijldansfiguren

### Chacha
- Basis
- Spotturn
- New Yorker
- Shoulder to shoulder
- Hand to hand
- Cross-body lead
- Follow the leader
- Hip twist
- Fan
- Alemana
- Hockeystick
- Natural Top
- Turkse handdoek
- Overturned hockeystick

### Rumba
- Basis
- Spotturn
- New Yorker
- Shoulder to shoulder
- Hand to hand
- Cross-body lead
- Around the world
- Opening out
- Aida
- Circular walks
- Spiral
- Turkse handdoek
- Fan

### Jive
- Basis
- Back Hand Change
- American spin
- Stop and go
- Link
- Walks
- Chicken walks
- Kicks

### Samba
- Bota fogos
- Samba walks
- Side walks
- Traveling volta
- Traveling bota fogos
- Volta's in Shadow Position
- Samba promenade run
- Samba roll
- Roundabout

### Paso doble
- Appèl
- Separation
- Around the world
- 16s (sixteens)
- Followay
- Flamenco

## Salsafiguren
- 360
- Basic step
- Bacardi
- Butterfly
- Cha Cha
- Cross-body lead
- Cross-body turn
- Cross step
- Curl
- Dile que no
- Double right turn
- Enchufe abajo
- Enchufe ariba
- Enchufe doble
- Halve maan
- Hook turn
- Left turn
- Left turn spin
- Ocho's
- Pivit
- Police men
- Right turn
- Sailor shuffle
- Shoulder check
- Side step
- Sombrero
- The box